# Godfrey Brinley
Godfrey Malbone Brinley foi um jogador de tênis dos Estados Unidos. Brinley alcançou as quartas de final em 1883 e 1887 e esteve entre os dez melhores tenistas norte-americanos de 1885 a 1887.